# Zamium incultum
Zamium incultum là một loài bọ cánh cứng trong họ Cerambycidae.